# Aderarea Georgiei la Uniunea Europeană

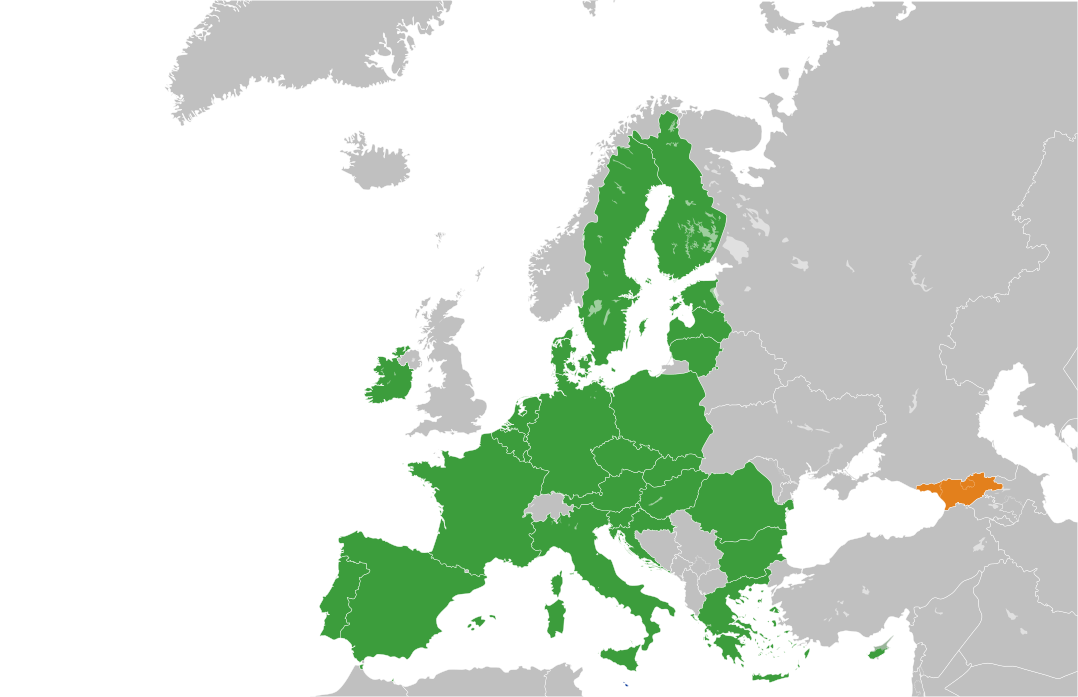
Hartă prezentând Uniunea Europeană (verde) și Georgia (oranj)

Georgia a solicitat aderarea la Uniunea Europeană în aceeași zi cu Moldova, pe 3 martie 2022 și la două zile după Ucraina. Această candidatură a fost susținută de președintele georgian Salome Zurabishvili și de prim-ministrul Irakli Garibashvili în timpul unei conferințe de presă din 2 martie 2022.
La 17 iunie 2022, Comisia Europeană a refuzat să recomande Georgia pentru statutul de candidat, afirmând că Georgia va primi statutul de candidat numai după îndeplinirea anumitor condiții.

## Istorie

### Context
După discursul președintelui Ucrainei, Volodimir Zelenski, din 28 februarie 2022, de aderare la Uniunea Europeană, la 4 zile după începutul invaziei ruse a Ucrainei, președintele Partidului Visului Georgiei, Irakli Kobakhidze, a mai spus într-o conferință de presă. Bruxelles ar trebui să ia în considerare urgent această candidatură.
Mai mult, în cerere se precizează că Georgia a supraviețuit deja invaziei ruse din 2008, care a dus la pierderea a două teritorii separatiste. Guvernul georgian și-a exprimat anterior intenția de a solicita aderarea la Uniunea Europeană în 2024.
La 17 iunie 2022, Comisia Europeană a refuzat să recomande Georgia pentru statutul de candidat, afirmând că Georgia va primi statutul de candidat numai după îndeplinirea anumitor condiții.